# Oversampling
L'oversampling (littéralement « samplant par-dessus ») est une technique de jeu musical. Elle consiste à construire un morceau en enregistrant à l'aide d'un sampler plusieurs bribes successives les unes par-dessus les autres.
Cette technique est popularisée à la fin des années 1990 par Joseph Arthur. Lors de ses concerts, il enregistre sur un sampler des boucles rythmiques (en frappant sa guitare), un riff, une suite d'accords, des onomatopées, des chœurs... Le sampler répète l'échantillon en continu, l'artiste l'enrichissant au fur et à mesure des passages. Une fois la boucle prête, le chanteur interprète sa chanson en jouant et en chantant sur cet accompagnement. Parfois, il prépare de cette façon plusieurs boucles différentes qu'il utilise lors des différentes parties de la chanson (couplet, refrain...).
Cette technique est souvent utilisée par des musiciens se produisant seuls ou avec un nombre réduit de musiciens. Elle leur permet en effet de disposer d'un accompagnement plus riche. Pour plusieurs d'entre eux, à l'instar de Joseph Arthur, elle est prise en compte dès l'écriture des chansons (Nosfell, Andrew Bird). Pour d'autres, elle représente la possibilité de ré-explorer le temps d'une tournée leur répertoire existant (Dominique A).
La musique produite est, par essence, répétitive, et l'auditoire peut assister au processus de construction sonore. Il a la possibilité lors des concerts d'entendre et de voir comment les différentes parties se superposent, et de mieux comprendre la construction du morceau. L'intérêt est accru par le fait que cette technique est relativement peu utilisée et représente donc une nouveauté pour beaucoup de spectateurs. De plus, cette technique étant utilisée par des formations de petite taille, il est plus facile de laisser une grande place à l'improvisation. L'interprétation d'une chanson varie ainsi d'une prestation à l'autre, rendant chaque concert unique.
Certains musiciens comme Bobby McFerrin pratiquent l'oversampling en n'utisant que leur voix a cappella qui imite par des bruitages vocaux mélodiques et rythmiques tous les timbres de l'orchestre. Les percussions sont alors imitées grâce au beatbox, la guitare basse à la voix de baryton du chanteur, et les nappes électroniques à la voix de tête. À cela se superpose la mélodie du chanteur qui chante des paroles.
L'oversampling fait parfois l'objet de vidéos en multifenêtres. Chaque fenêtre montre le même chanteur jouant d'un instrument différent. Souvent, les instruments entrent l'un après l'autre et le morceau s'enrichit à mesure qu'il avance dans le temps. La vidéo peut être rehaussée d'un scénario visuel lui conférant un aspect proche du clip.

## Liste de musiciens
Plusieurs musiciens utilisent fréquemment l'oversampling et conçoivent leurs chansons en conséquence. Les plus notables d'entre eux sont :
- Joseph Arthur est pour beaucoup la référence, le premier promoteur de cette technique.
- Andrew Bird, artiste solitaire qui utilise cette technique au violon, généralement joué en pizzicati.
- Colleen, violoncelliste et multi-instrumentiste française.
- l'artiste français Nosfell travaille lui aussi avec une formation limitée et sample abondamment son jeu de guitare ou son chant.
- Camille, a concentré son album Le Fil autour de sa voix et a tout naturellement utilisé l'oversampling pour reproduire lors de sa tournée les arrangements.
- Troy Von Balthazar l'utilise aussi fréquemment en concert, depuis le début de sa carrière solo.
- Bumcello utilise cette technique sur scène (aussi bien Vincent Ségal au violoncelle électrique, que Cyril Atef à la batterie).
- la chanteuse écossaise KT Tunstall utilise aussi l'échantillonnage afin de rajouter une dimension percussive à son art.
- La violoncelliste canadienne Zoë Keating construit des morceaux complexes basés sur d'oversamplings de multiples pistes dont la séquence d'utilisation est pré-programmée.
- Bobby McFerrin, notamment avec le célèbre morceau Don't Worry, Be Happy.
- Le chapelier fou

De plus en plus d'artistes basent leur travail sur l'oversampling, parmi lesquels on peut encore citer Anaïs ou Arman Méliès.